# Frère Agathon
Joseph Gonlieu (ou Goullieux), en religion le frère Agathon, est un religieux français né à Longueval, près d'Albert, le 4 avril 1731 et mort à Tours le 16 septembre 1798.

## Biographie
Fils de paysans picards, il entra en 1747 au noviciat des Frères des écoles chrétiennes de Saint-Yon et prononça ses vœux perpétuels le 22 septembre 1756. Il dirigea les écoles charitables de Beauvais, puis enseigna les mathématiques dans les pensionnats de Vannes et d'Angers. Excellent administrateur, il fut élu 5e supérieur général par le chapitre de 1777.
Il obtint la confirmation définitive de son institut par un arrêt du Parlement de Paris du 26 mai 1778 et installa la maison mère à Melun. Il fonda également des établissements à Arras, Commercy, Langres, Tours, Bayeux, Honfleur et Toulouse. Il fit publier des manuels d'arithmétique et de grammaire à l'usage des écoles. 
Il est l'auteur d'un ouvrage de pédagogie pratique : Les Douze Vertus d'un bon maître, publié à Melun en 1785, dans lequel il ramène aux douze vertus suivantes les qualités indispensables à un instituteur : la gravité, le silence, l'humilité, la prudence, la sagesse, la patience, la retenue, la douceur, le zèle, la vigilance, la piété et la générosité.
En 1790, il prit position contre le serment civique. Arrêté le 23 juillet 1793, il fut enfermé à Sainte-Pélagie, à Bicêtre et à la prison du Luxembourg. Il fut libéré le 22 septembre 1794 et mourut le 16 septembre 1798 avant que l'Institut des Frères ait pu être reconstitué, ce qui fut fait en 1803.